# These New Puritans
These New Puritans (рус. Эти новые пуритане) — британская рок-группа, образованная в 2004 году в Саутенд-он-Си, Англия, поющим гитаристом и автором песен Джеком Барнеттом и исполняющая нео-постпанк, в котором критика отмечает влияние Wire, PiL и The Fall, элементы техно/хип-хопа.

## История группы
These New Puriatans в составе: Джек Барнетт (гитара, вокал), его брат Джордж Барнетт (ударные), клавишница Софи Слей-Джонсон (англ. Sophie Sleigh-Johnson) и Томас Хайн (англ. Thomas Hein, бас-гитара) образовались в Саутэнде, Англия, в 2004 году, когда все музыканты были ещё подростками. Группа взяла за основу постпанк-звучание (Fall, PiL), обогатив его элементами танцевальной электроники и хип-хопа. Концертные выступления These New Puritans, отмеченные, помимо прочего, эстетическим индивидуализмом (Джек, например, выступал всегда в рубашке, застёгнутой на все пуговицы), привлекли к группе внимание прессы, что в свою очередь подсказало дизайнеру Хайди Слимани решение заказать Барнетту музыку к коллекции Dior Homme 2007 года (тот написал к этому случаю «Navigate, Navigate», в феврале дебютировав с ней в Париже).
В октябре того же года These New Puritans выпустили Now Pluvial EP (Angular Records), за которым последовал дебютный альбом Beat Pyramid, получивший высокие оценки музыкальных критиков; группу объявили одним из открытий 2008 года.
8 ноября 2008 года These New Puritans выступили в Москве, а 21 ноября 2009 года в Санкт-Петербурге. 8 августа 2009 года, они выступили на Пикник Афише.
В начале 2010 года вышел второй альбом группы Hidden, спродюсированный Грэмом Саттоном из Bark Psychosis. Он поднялся до #100 в UK Album Charts, до #10 в UK Indie Charts, но возглавил список лучших альбомов года по версии NME. 16 июня 2013 года вышел третий альбом под названием Field of Reeds.

## These New Puritans в современной культуре
- Саундтреком к трейлеру сетевой игры Assassin's Creed: Brotherhood послужила композиция «We Want War».

## Дискография

### Альбомы
- Beat Pyramid (2008)
- Hidden (2010)
- Field of Reeds (2013)
- Inside the Rose (2019)

### Синглы
- Now Pluvial (2006) — EP[5]
- Navigate, Navigate (2007) — 12"/Digital download[6]
- Numbers/Colours (2007) — 7"[7]
- Elvis E.P. (2008) — 7"/CD[8]
- Swords of Truth (2008) 7"/12"/Digital download[9]
- We Want War (11 января 2010) 10"/Digital download